# Pos Kupang
Pos Kupang – indonezyjski dziennik z prowincji Małe Wyspy Sundajskie Wschodnie, z siedzibą w Kupangu. Został założony w 1992 roku. Jego wydawcą jest Timor Media Grafika (część grupy Kompas Gramedia).
W 2006 r. dziennik otrzymał nagrodę Dewan Pers, plasując się wśród 10 najlepszych gazet w kraju.
Na łamach dziennika ukazują się pewne teksty w języku malajskim Kupangu (kolumna „Tapaleuk”).